# Список похороненных на Новодевичьем кладбище (А)
Новодевичье кладбище является одним из самых известных некрополей Москвы. Оно было образовано в 1898 году вдоль южной стены Новодевичьего монастыря, где имеется дворянский некрополь XIX века. В советское время это было второе по значимости кладбище после некрополя у Кремлёвской стены. Многие могилы Новодевичьего кладбища являются объектами культурного наследия. В данной статье представлен список значимых людей, похороненных на Новодевичье кладбище, фамилии которых начинаются на букву «А».

## Список
- Абалаков, Евгений Михайлович (1907—1948) — альпинист, скульптор, Заслуженный мастер спорта СССР (1940); 4 уч. 32 ряд
- Абалин, Сергей Михайлович (1901—1956) — главный редактор журналов «Большевик» и «Партийная жизнь»; 3 уч. 62 ряд
- Абельман, Николай Самуилович (1887—1918) — большевик, инженер; перезахоронен с еврейского Дорогомиловского кладбища; 2 уч. 31 ряд
- Абрикосов, Алексей Иванович (1875—1955) — патологоанатом, академик АН СССР и Академии медицинских наук СССР; 3 уч. 42 ряд.
- Абрикосов, Андрей Львович (1906—1973) — актёр театра и кино, народный артист СССР; 7 уч. лев.ст. 6 ряд.
- Абрикосов, Григорий Андреевич (1932—1993) — актёр театра и кино, народный артист РСФСР; 7 уч. лев.ст. 6 ряд.
- Абросимов, Павел Васильевич (1900—1961) — архитектор; 8 уч. 10 ряд.
- Авдеев, Николай Николаевич (историк) (1879—1926) — активный деятель революционного движения в России, историк, педагог. Член ВКП(б) с 1905 года; 1 уч. 44 ряд.
- Авдеев, Борис Николаевич (1934—2000) — русский живописец; 1 уч. 44 ряд.
- Аверьянов, Сергей Фёдорович (1912—1972) — гидротехник, академик ВАСХНИЛ (1964); 4 уч. 38 ряд
- Агальцов, Филипп Александрович (1900—1980) — лётчик, заместитель командующего ВВС, Маршал авиации, Герой Советского Союза (1978); 7 уч. лев. ст. 16 ряд
- Агатов, Владимир Гариевич (1901—1966) — поэт; колумбарий, секция 128-41-2.
- Адарюков, Владимир Яковлевич (1863—1932) — историк искусства, библиограф и библиофил, музейный работник, литературовед, архивист; 2 уч. 5 ряд.
- Аедоницкий, Павел Кузьмич (1922—2003) — композитор, народный артист РСФСР; 2 уч. 34 ряд.
- Ажаев, Василий Николаевич (1915—1968) — писатель; 7 уч. пр.ст. 3 ряд.
- Акимов, Георгий Владимирович (1901—1953) — физикохимик, член-корреспондент АН СССР (1939); 4 уч. 46 ряд
- Акимов, Илья Николаевич (1898—1962) — Нарком текстильной промышленности СССР (1940—1945); 8 уч. 15 ряд.
- Акопов, Степан Акопович (1899—1958) — Министр (Нарком) ряда министерств СССР, связанных с авто- и машиностроением; автор памятника Н. Е. Саркисов; 1 уч. 1 ряд.
- Аксаков, Константин Сергеевич (1817—1860) — публицист, поэт, литературный критик, историк и лингвист, глава русских славянофилов; перезахоронен из Симонова монастыря в 1930 году; 2 уч. 13 ряд.
- Аксаков, Сергей Тимофеевич (1791—1859) — писатель, критик, член-корреспондент Петербургской АН; перезахоронен из Симонова монастыря в 1930 году; 2 уч. 13 ряд.
- Аксёнов, Всеволод Николаевич (1902—1960) — актёр Малого театра, киноактёр, заслуженный артист РСФСР; 5 уч. 30 ряд.
- Алабян, Каро Семёнович (1897—1959) — архитектор; автор памятника Н. Б. Никогосян; 5 уч. 31 ряд.
- Алейников, Пётр Мартынович (1914—1965) — киноактёр; 6 уч. 19 ряд.
- Александров, Александр Васильевич (1883—1946) — композитор, хоровой дирижёр, руководитель Ансамбля песни и пляски Советской Армии, генерал-майор; 3 уч. 62 ряд.
- Александров, Александр Петрович (1906—1981) — инженер-строитель, начальник строительства ряда гидросооружений, заместитель Министра энергетики и электрификации СССР (1966—1977), дважды Герой Социалистического Труда (1952, 1961); 9 уч. 7 ряд.
- Александров, Борис Александрович (1905—1994) — руководитель Ансамбля песни и пляски Советской Армии, генерал-майор; 3 уч. 62 ряд рядом с отцом А. В. Александровым.
- Александров, Георгий Фёдорович (1908—1961) — философ, Министр культуры СССР (1954—1955), академик АН СССР (1946); 8 уч. 6 ряд.
- Александров, Григорий Васильевич (1903—1983) — кинорежиссёр, сценарист, народный артист СССР; муж актрисы Л. П. Орловой; 3 уч. 16 ряд.
- Александров, Иван Гаврилович (1875—1936) — энергетик и гидротехник, академик АН СССР и ВАСХНИЛ; 2 уч. 14 ряд.
- Александрова-Гнесина, Ольга Фабиановна (1881—1963) — пианистка, педагог, заслуженная артистка РСФСР (1935), заслуженный деятель искусств РСФСР (1945); 2 уч. 5 ряд.
- Алексеев, Александр Семёнович (1851—1916) — профессор государственного права.; 1 уч. 1 ряд.
- Алексеев, Анатолий Дмитриевич (1902—1974) — полярный лётчик, Герой Советского Союза (1937); колумбарий, секция 125-5-4
- Алексеев, Владимир Николаевич (1912—1999) — адмирал, Герой Советского Союза (1944); 6 уч. 37 ряд
- Алексеев, Владимир Петрович  (1901—1958) — советский военачальник, генерал-лейтенант авиации.
- Алексеев, Николай Александрович (1873—1972) — участник революционного движения с 1897 года, Герой Социалистического Труда; 6 уч. 37 ряд
- Алексеев, Николай Николаевич (1914—1980) — Маршал войск связи; 7 уч. лев.ст. 17 ряд
- Алексеев-Месхиев, Юрий Константинович (1917—1946) — актёр МХАТа; 2 уч. 11 ряд.
- Алексеева, Елизавета Георгиевна (1901—1972) — актриса Театра имени Вахтангова с 1922 года, народная артистка СССР (1971), профессор Театрального училища имени Б. В. Щукина (1946); 3 уч. 4 ряд.
- Алексеевский, Евгений Евгеньевич (1906—1979) — руководитель (Председатель Госкомитета, Министр) мелиорации и водного хозяйства СССР (1963—1979); Герой Социалистического Труда (1976); 9 уч. 4 ряд.
- Алелюхин, Алексей Васильевич (1920—1990) — лётчик-истребитель, генерал-майор авиации, дважды Герой Советского Союза; 11 уч. 2 ряд
- Алиева, Зарифа Азиз кызы (1923—1985) — офтальмолог, академик АН Азербайджанской ССР (1983); 1 уч. 31 ряд (в 1994 перезахоронена в Аллее почётного захоронения в Баку)
- Аллилуев, Иосиф Григорьевич (1945—2008) — внук И. В. Сталина; 1 уч. 43 ряд
- Аллилуев, Сергей Яковлевич (1866—1945) — отец Н. С. Аллилуевой, тесть И. В. Сталина; автор памятника И. М. Рукавишников; 1 уч. 43а ряд
- Аллилуева, Надежда Сергеевна (1901—1932) — вторая жена И. В. Сталина; автор памятника скульптор И. Д. Шадр, на кладбище установлена копия скульптуры, подлинник находится в Третьяковской галерее; 1 уч. 43а ряд
- Аллилуева-Реденс, Анна Сергеевна (1896—1964) — сестра Надежды Аллилуевой, второй жены Сталина; жена чекиста Станислава Реденса; 1 уч. 43а ряд
- Алиханов, Абрам Исаакович (1904—1970) — физик, академик АН СССР; 5 уч. 38 ряд.
- Алтунин, Александр Терентьевич (1921—1989) — начальник Гражданской обороны и заместитель Министра обороны СССР, генерал армии, Герой Советского Союза; 11 уч. 1 ряд
- Алфёров, Павел Никитович (1906—1971) — Первый секретарь Владимирского обкома ВКП(б) (1947—1951) и Ярославского обкома КПСС (1954—1957); 7 уч. пр.ст. 18 ряд.
- Алхимов, Владимир Сергеевич (1919—1993) — руководитель Госбанка СССР, Герой Советского Союза; 10 уч. 7 ряд.
- Альтфатер, Василий Михайлович (1883—1919) — военно-морской деятель, контр-адмирал, первый командующий морскими силами Республики; 1 уч. 44 ряд
- Алымов, Сергей Яковлевич (1892—1948) — поэт; 1 уч. 36 ряд.
- Амирасланов, Али Агамалы оглы (1900—1962) — геолог, член-корреспондент АН СССР (1953); автор памятника Д. И. Народицкий; 8 уч. 20 ряд
- Амет-Хан, Султан (1920—1971) — военный лётчик, Заслуженный лётчик-испытатель СССР, дважды Герой Советского Союза; 7 уч. лев.ст. 2 ряд
- Анашкин, Михаил Борисович (1901—1951) — генерал-лейтенант, Герой Советского Союза; 4 уч. 21 ряд
- Андреев, Александр Харитонович (1903—1970) — советский военачальник, генерал-лейтенант авиации.
- Андреева, Алла Александровна (1915—2005) — советская художница, жена Даниила Андреева; 2 уч. 37 ряд.
- Андреев, Андрей Андреевич (1895—1971) — нарком путей сообщения, земледелия СССР, секретарь ЦК ВКП(б), член Политбюро ЦК ВКП(б); 1 уч. 25 ряд.
- Андреев, Даниил Леонидович (1906—1959) — писатель, поэт, философ; 2 уч. 37 ряд.
- Андреев, Николай Андреевич (1873—1932) — скульптор, художник-график; 2 уч. 14 ряд.
- Андреев, Николай Николаевич (1880—1970) — физик, акустик, академик АН СССР; 7 уч. пр.ст. 17 ряд.
- Андреева, Мария Фёдоровна (1868—1953) — актриса Художественного театра, одна из создательниц и актриса Большого драматического театра; 1 уч. 45 ряд.
- Андрианов, Василий Михайлович (1902—1978) — Первый секретарь Свердловского и Ленинградского обкома и горкома ВКП(б); колумбарий, 131 секция.
- Андрианов, Кузьма Андрианович (1904—1978) — химик, академик АН СССР; 9 уч. 3 ряд.
- Андровская, Ольга Николаевна (1898—1975) — актриса театра и кино, актриса Художественного театра, народная артистка СССР; рядом с мужем актёром Николаем Баталовым; 2 уч. 15 ряд.
- Аникеев, Серафим Михайлович (1904—1962) — актёр оперетты, директор Московского театра оперетты (1943—1946), народный артист РСФСР (1959); 8 уч. 18 ряд.
- Аникин, Александр Сергеевич (1917—1970) — дипломат, посол СССР в Камбодже и Чили; 7 уч. пр. ст. 17 ряд.
- Анисимов, Иван Иванович (1899—1966) — литературовед, член-корреспондент АН СССР (1960); 6 уч. 27 ряд
- Аносов, Николай Павлович (1900—1962) — дирижёр, педагог, заслуженный деятель искусств РСФСР, отец Г. Н. Рождественского; 2 уч. 15 ряд
- Анохин, Пётр Кузьмич (1898—1974) — физиолог, академик АН СССР; 7 уч. лев.ст. 6 ряд.
- Анохин, Сергей Николаевич (1910—1986) — лётчик-испытатель, полковник, Заслуженный лётчик-испытатель СССР, Заслуженный мастер спорта СССР, Герой Советского Союза; автор памятника М. В. Переяславец; 7 уч. лев.ст. последний ряд
- Антарова, Конкордия Евгеньевна (1886—1959) — оперная певица (контральто), заслуженная артистка РСФСР; 1 уч. 35 ряд.
- Антонов, Константин Акимович (1901—1969) — советский военачальник, генерал-лейтенант; Урна с прахом в колумбарии кладбища.
- Антоновская, Анна Арнольдовна (1885/1886—1967) — писательница, сценарист, литературный критик, публицист; 2 уч. 12 ряд.
- Анулов, Леонид Абрамович (1897—1974) — разведчик, организатор нелегальной агентурной сети (т. н. «Красной капеллы») в Швейцарии; колумбарий, сектор 125
- Анцелович, Наум Маркович (1888—1952) — Нарком лесной промышленности СССР (1938—1940), заместитель Министра торговли РСФСР (1945—1949); 4 уч. 14 ряд.
- Анчишкин, Александр Иванович (1933—1987) — экономист, академик АН СССР (1984); 10 уч. 4 ряд.
- Аралов Семен Иванович (1880—1969) — разведчик, дипломат, первый полномочный посол РСФСР в Турции, основатель ГРУ; 7 уч. 7 ряд.
- Арзуманян, Анушаван Агафонович (1904—1965) — экономист, академик АН СССР (1939); 6 уч. 21 ряд.
- Арефьев, Михаил Георгиевич (1903—1969) — генерал-майор инженерно-технической службы, профессор; секция 129-17-4.
- Аристов, Аверкий Борисович (1903—1973) — секретарь и член Президиума ЦК КПСС, посол СССР в Польше и Австрии; 7 уч. лев.ст. 5 ряд.
- Аркадьев, Владимир Константинович (1884—1953) — физик, член-корреспондент АН СССР (1927); 1 уч. 29 ряд
- Арнольд, Владимир Игоревич (1937—2010) — математик, академик АН СССР (1990); 11 уч. 6 ряд.
- Артём, Александр Родионович (1842—1914) — один из ведущих актёров Художественного театра со дня его основания (1898 год); 2 уч. 11 ряд.
- Артоболевский, Иван Иванович (1905—1977) — специалист в области машин и механизмов, член Президиума Верховного Совета СССР, Председатель Всесоюзного общества «Знание», академик АН СССР (1946), Герой Социалистического Труда (1969); 9 уч. 3 ряд.
- Артюхина, Александра Васильевна (1889—1969) — член КПСС с 1910 года, редактор журнала «Работница» (1924—1931), директор ряда текстильных фабрик (1938—1951), Герой Социалистического Труда (1960); 6 уч. 22 ряд у Центральной аллеи.
- Арутюнов, Александр Иванович (1904—1978) — нейрохирург, директор Института нейрохирургии имени Н. Н. Бурденко, академик АМН СССР; 7 уч. лев.ст. 10 ряд
- Арутюнян, Амазасп Овакимович (1902—1971) — Посол СССР в Канаде, профессор; 7 уч. пр.ст. 19 ряд.
- Арутюнов, Баграт Николаевич (1889—1953) — первый заместитель Наркома путей сообщения СССР, заместитель Министра чёрной металлургии СССР, Герой Социалистического Труда (1943); автор памятника Н. Б. Никогосян; 2 уч. 38 ряд.
- Арутюнянц, Георгий Минаевич (1925—1973) — молодогвардеец; 7 уч. лев.ст. 5 ряд
- Архангельский, Александр Александрович (1892—1978) — авиаконструктор КБ А. Н. Туполева, лауреат Ленинской и трёх Государственных премий СССР, Заслуженный деятель науки и техники РСФСР, доктор технических наук; 1 уч. 7 ряд.
- Архангельский, Александр Григорьевич (1889—1938) — поэт-сатирик; колумбарий, 77 секция, в районе 2 уч. 15 ряда.
- Архангельский, Александр Семёнович (1854—1926) — литературовед, член-корреспондент АН СССР (Петербургской АН, 1904); 1 уч. 7 ряд
- Архангельский, Андрей Дмитриевич (1879—1940) — геолог, академик АН СССР; 2 уч. 23 ряд.
- Архангельский, Борис Александрович (1895—1958) — акушер-гинеколог, академик АМН СССР; 1 уч. 7 ряд
- Архипов, Владимир Михайлович (1933—2004) — генерал армии; 11 уч. 5 ряд
- Архипова, Ирина Константиновна (1925—2010) — оперная певица (меццо-сопрано), народная артистка СССР, Герой Социалистического Труда; 10 уч. 8 ряд
- Арцимович, Лев Андреевич (1909—1973) — физик, специалист в области атомной и ядерной физики, академик АН СССР; 7 уч. лев.ст. 3 ряд.
- Асафьев, Борис Владимирович (1884—1949) — композитор, музыковед, музыкальный критик, академик АН СССР; 3 уч. 62 ряд.
- Асеев, Николай Николаевич (1889—1963) — поэт, публицист; на надгробии ошибка в годе рождения; 6 уч. 3 ряд.
- Аскоченский, Александр Николаевич (1898—1973) — гидротехник, специалист по ирригации, академик ВАСХНИЛ (1956), Герой Социалистического Труда (1968); 7 уч. лев.ст. 4 ряд
- Астауров, Борис Львович (1904—1974) — биолог, академик АН СССР; 7 уч. лев.ст. 7 ряд.
- Астахов, Фёдор Алексеевич (1892—1966) — Маршал авиации ; 6 уч. 34 ряд
- Афанасьев, Сергей Александрович (1918—2001) — Министр машиностроения СССР; автор памятника Ю. Г. Орехов; 11 уч. 5 ряд.
- Афиногенов, Александр Николаевич (1904—1941) — драматург; 1 уч. 20 ряд.
- Ахмадулина, Белла Ахатовна (1937—2010) — поэт, писательница, переводчица; 3 уч. 58а ряд.
- Ашенбреннер, Михаил Юльевич (1842—1926) — революционер, народоволец; 1 уч. 45 ряд